# Abutilon braunii
Abutilon braunii är en malvaväxtart som beskrevs av E. G. Baker. Abutilon braunii ingår i släktet klockmalvor, och familjen malvaväxter. Inga underarter finns listade i Catalogue of Life.